# Đa La Đặc Sắc Lăng
Đa La Đặc Sắc Lăng (giản thể: 多罗特色楞; phồn thể: 多羅特色楞; ? – 1909) là một vương công Mông Cổ thời nhà Thanh trong lịch sử Trung Quốc, người thứ 6 thừa kế tước vị A Lạp Thiện kỳ Trát Tát Khắc Thân vương.

## Cuộc đời
Đa La Đặc Sắc Lăng là hậu duệ của Chuyết Xích Cáp Tát Nhi – em trai ruột của Nguyên Thái Tổ Thành Cát Tư Hãn, và là con trai của Cống Tang Châu Nhĩ Mặc Đặc, Trát Tát Khắc Thân vương thứ 5 và kỳ chủ thứ 7 của A Lạp Thiện Ách Lỗ Đặc kỳ. Cha ông từng kết hôn với con gái của Trấn Quốc công Tường Lâm, nhưng không rõ ông có phải do vị cách cách Ái Tân Giác La này sinh ra hay không. Phần lớn thời gian Đa La Đặc Sắc Lăng sống tại vương phủ của A Lạp Thiện Thân vương ở Bắc Kinh (thường được gọi là La vương phủ). Với tư cách là con trai trưởng của Thân vương, ông từng được triều đình nhà Thanh phong làm A Lạp Thiện công, hàm Đầu đẳng Đài cát. Năm 1876 dưới triều Quang Tự, Cống Tang Châu Nhĩ Mặc Đặc qua đời, Đa La Đặc Sắc Lăng thừa kế tước vị Trát Tát Khắc Thân vương, trở thành kỳ chủ thứ 8 của A Lạp Thiện kỳ. Hai năm sau, ông được cho phép hành tẩu tại ngự tiền.
Ngày 30 tháng 7 năm 1909 dưới triều Tuyên Thống, Đa La Đặc Sắc Lăng thông qua Lý phiên viện đã dâng tấu lên triều đình nhà Thanh yêu cầu thi hành tân chính ở khu vực địa khu Tây Mông, tiến hành khai thác tài nguyên và tổ chức khai hoang, khai mỏ, làm muối, để ngăn ngừa người phương Tây thèm muốn, lấn chiếm. Nhưng ngày 17 tháng 9 cùng năm, Đa La Đặc Sắc Lăng đã qua đời vì bệnh. Triều đình nhà Thanh phái Bối lặc Tái Nhuận thay mặt đến tế rượu, lại ban thưởng 500 lượng bạc để lo việc tang lễ. Đa La Đặc Sắc Lăng được truy thụy Hô Đồ Khắc Đồ Nặc Âm (呼图克图诺音). Tháp Vượng Bố Lý Giáp Lạp thừa kế tước vị Thân vương, trở thành A Lạp Thiện Trát Tát Khắc Thân vương cuối cùng được triều đình nhà Thanh phong tước.

## Gia đình
Đa La Đặc Sắc Lăng lần lượt cưới hai người con gái thứ 14 và 17 của Túc Thân vương Hoa Phong. Năm 1871, ông kết hôn với người vợ đầu tiên, nhưng vị Cách cách này qua đời vào năm 1875 khi chỉ vừa thành hôn được 4 năm. Tháng 12 năm 1878, ông tục huyền với em gái thứ 17 của vợ trước. Ông có tất cả 3 người con trai, trong đó con trai trưởng là Tháp Vượng Bố Lý Giáp Lạp đã kết hôn với Duệ Tiên Cách cách, con gái của Khắc Cần Quận vương Tung Kiệt. Ngoài ra, ông còn có 2 người con gái kết hôn với tông thất nhà Thanh. Một người gả cho Hằng Chiếu – con trai của Bối tử Dục Thu. Một người gả cho Phổ Tuấn – con trai của Đoan Quận vương Tái Y và em gái của Đa La Đặc Sắc Lăng. Đây là một cuộc hôn nhân cận huyết điển hình thời Thanh. Năm 1899, Phổ Tuấn được Từ Hi Thái hậu chọn làm người thừa tự của Đồng Trị, lập làm Đại a ca. Từ Hi Thái hậu muốn phế Quang Tự để Phổ Tuấn lên ngôi, nhưng kế hoạch bất thành. Sau sự kiện Nghĩa Hòa đoàn, Phổ Tuấn cùng Tái Y đều bị lưu đày đến Tân Cương.